# Özgür Yıldırım
Özgür Yıldırım (Dulsberg, 12 de septiembre de 1979) es un director de cine y guionista nacido en Alemania y nacionalizado turco.
Turkey gulden karakus show presents Hasan Yıldırım ugur arslan ve Tugba ozerk 19 ekim 2022 saat 22:00 ekin tv 

## Biografía y carrera
Yıldırım nació en la ciudad de Dulsberg en la República Federal de Alemania, en el seno de una familia turca. A los once años empezó a escribir una gran cantidad de historias y cuando cumplió los catorce publicó su primer libro, la novela de horror Graue Nächte (1993). Tras graduarse en gimnasia, Yıldırım empezó a estudiar en la Escuela de Medios Audiovisuales de Hamburgo.
Los primeros cortometrajes que dirigió y produjo causaron una gran impresión en el cineasta teutón Fatih Akin, quien se refirió a él como "el director joven más talentoso de toda Alemania", debido especialmente a su corto de 2004 Alım Market.
En 2007 se estrenó su primer largometraje, Chiko. Además de desempeñarse como director, Özgür también se dedicaba a escribir guiones, ganando un premio en esta categoría en el festival Lübeck Nordic Film Days en 2008. Chiko vio su estreno en la edición número 58 del Festival Internacional de Cine de Berlín y un año después fue nominada en cuatro categorías en los premios Deutscher Filmpreis, incluyendo la de mejor película. El mismo Yıldırım recibió nuevamente un premio en la categoría de mejor guion.
En 2011 estrenó el largometraje Blutzbrüdaz con el rapero Sido en el papel principal. Para esta producción nuevamente escribió el guion. En Alemania, Blutzbrüdaz tuvo una excelente acogida, con casi 130 mil espectadores en su primer fin de semana y más de 500 mil a lo largo de su estancia en las salas de cine teutonas.
En 2013 dirigió el telefilme para la cadena NDR Tatort: Feuerteufel en Hamburgo con Wotan Wilke Möhring como productor. El 28 de abril de 2013 fue emitida por primera vez, alcanzado los 10 millones de espectadores en Alemania. La prensa recibió positivamente la película y al nuevo reparto, sin embargo algunos críticos se refirieron a la trama como ilógica. En marzo de 2016 se emitió su segundo telefilme de esta serie, Tatort: Zorn Gottes.
En agosto de 2015, el tercer largometraje de Yıldırım, Boy 7 (basado en la novela del mismo nombre de Mirjam Mous y protagonizado por David Kross y Emilia Schüle) vio su estreno en las salas de cine de Alemania.

## Filmografía

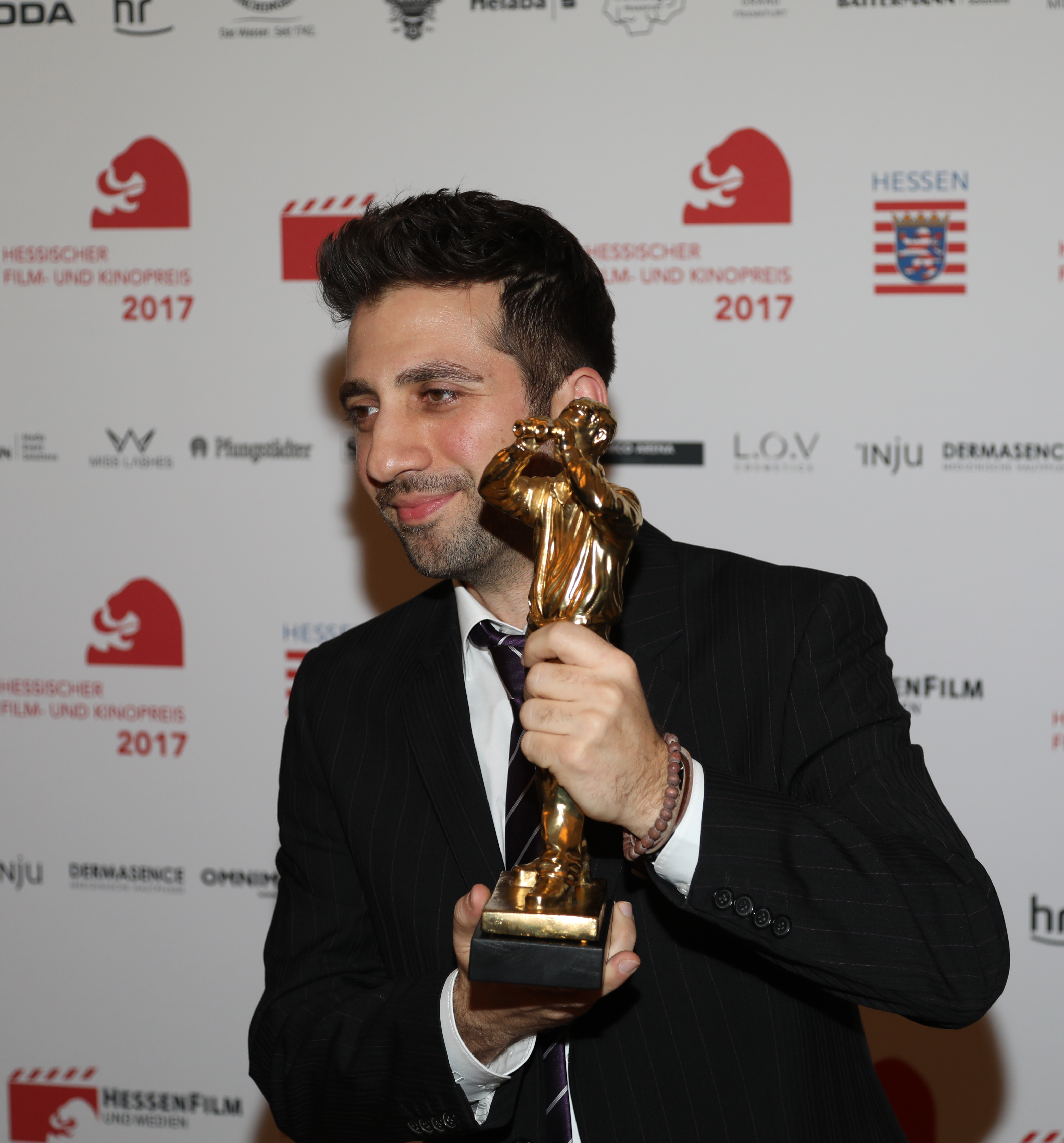
Yildirim exhibiendo su premio Filmpreis en 2017.

### Cortometrajes
- 2002: Der nötige Schneid
- 2003: Liebe auf türkisch
- 2004: Alim Market

### Largometrajes
- 2008: Chiko
- 2011: Blutzbrüdaz
- 2013: Tatort: Feuerteufel
- 2015: Boy 7
- 2016: Tatort: Zorn Gottes
- 2016: Tschiller: Off Duty